# LD50
Inden for toksikologi bruges begrebet LD50 for en gift eller radioaktiv stråling om den dosis af stoffet eller strålingen som vil slå halvdelen af de testede individer i et forsøg ihjel. Navnet LD50 kommer fra engelsk hvor det er en forkortelse for “Lethal Dose, 50%” (dødelig dosis, 50 %).
LD50-tal bruges ofte som en indikator for stoffets akutte giftighed. Testen er udviklet af J.W. Trevan i 1927.
Den er i nogle områder ved at blive erstattet af andre testmetoder, men begrebet og estimering af LD50-værdier er stadig udbredt.
LD50 er et usikkert mål for giftighed. Resultaterne kan variere en del på grund af for eksempel genetiske forskelligheder i forsøgsdyrene, hvilke dyrearter der er brugt, miljømæssige faktorer og andre forskelle ved udførelserne af forsøgene. En anden svaghed er at den kun måler den akutte giftighed og således ikke siger noget om eventuelle langtidseffekter. Den tager heller ikke hensyn til giftvirkninger som ikke resulterer i død, men som alligevel kan være meget alvorlige (for eksempel hjerneskader).
Der kan også være stor variation mellem arter. Hvad der er forholdsvist sikkert for rotter, kan godt være ekstremt giftigt for mennesker, og omvendt. Med andre ord, en høj LD50 betyder ikke nødvendigvis at stoffet er uskadeligt, men en lav værdi giver altid grund til bekymring.
LD50 danner basis for godkendelse og klassificering af bekæmpelsesmidler og andre miljøgifte. Tallet ligger også bag formuleringen af de sikkerhedsforskrifter, som skal findes på al emballage til godkendte bekæmpelsesmidler.

## Brugen af LD50-værdier
LD50 angives normalt som den givne mængde af stoffet i forhold til testdyrets legemsvægt, for eksempel som antal gram af stoffets pr. kilogram legemsvægt. Den måde at angive værdien på den måde muliggør sammenligning af forskellige stoffers relative giftighed og tager højde for variation i størrelsen af dyr som har fået stoffet (men giftigheden skalerer ikke altid på simpel måde i forhold størrelsen af dyret).
Typisk bruges milligram pr. kilogram (mg/kg) legemsvægt. Ved nogle nervegifte såsom batrachotoksin, en af de mest dødelige gifte som kendes, kan LD50 mere passende angives som mikrogram pr. kilogram (µg/kg) legemsvægt.
Ved at vælge 50 % dødelighed som målepunkt undgår man ekstremer og kan nedsætte mængden at tests som skal udføres. Men det betyder også at LD50 ikke er den dødelige dosis for individer. Nogle kan dø af meget mindre doser, mens andre vil kunne overleve meget højere doser. Mål som LD1 og LD99 (dosis som slår henholdsvis 1 og 99 % af testdyrene ihjel) bruges jævnligt til bestemte formål.
Den dødelige dosis varierer ofte afhængigt hvordan stoffet indgives. For eksempel er mange stoffer mindre giftige når de gives oralt (spises eller drikkes) end når de gives intravenøst (indsprøjtes i en vene). Derfor er indgivelsesmetoden ofte anført i forbindelse med LD50-angivelse, for eksempel "LD50 iv."
De beslægtede mål LD50/30 eller LD50/60 bruges til at angive en dosis som uden behandling vil være dødelig for 50 % af en population inden for henholdsvis 30 eller 60 dage. Disse mål bruges i forbindelse med stråling hvor overlevelse ud over 60 dage ofte resulterer i helbredelse.
Stoffers akutte giftighed klassificeres nogle gange efter deres LD50-værdier efter følgende skema:
| LD50 værdi          | Giftighed        |
| ------------------- | ---------------- |
| 1 - 25 mg/kg        | meget giftigt    |
| 25 - 200 mg/kg      | giftigt          |
| 200 - 2.000 mg/kg   | sundhedsfarligt  |
| 2.000 - 2.800 mg/kg | lokalirriterende |
| over 2.800 mg/kg    | ugiftigt         |

## Dyreretsmæssige bekymringer
Brugen af dyreforsøg til at finde LD50 er også kritiseret som etisk uholdbare ud fra dyrerets- og dyrevelfærdssynspunkter. Nogle dyrerets- og dyrevelfærdsgrupper såsom Animal Rights International har ført kampagner mod LD50-forsøg på dyr, da forsøgene kan medføre langsomme og smertefulde dødsfald.
Flere lande, herunder Storbritannien har taget skridt til at forbyde orale LD50, og OECD (Organisationen for økonomisk samarbejde og udvikling) fjernede kravet om orale forsøg i 2001 (Se Test Guideline 401, Trends in Pharmacological Sciences Vol 22, 22. februar 2001
LD50 er dog stadig populær på trods kritikken og de indbyggede svagheder ved metoden som et mål for giftighed.

## Eksempler
| Stof                                        | Dyr, indgivelsesmetode           | LD50                        | Reference |
| ------------------------------------------- | -------------------------------- | --------------------------- | --------- |
| Vand                                        | rotte, oralt                     | 90 ml/kg (~90.000 mg/kg)    | [ 6 ]     |
| Sukrose (køkkensukker)                      | rotte, oralt                     | 29.700 mg/kg                | [ 7 ]     |
| C-vitamin (askorbinsyre)                    | rotte, oralt                     | 11.900 mg/kg                | [ 8 ]     |
| Ætanol (alkohol/sprit)                      | rotte, oralt                     | 7.060 mg/kg                 | [ 9 ]     |
| Natriumklorid (køkkensalt)                  | rotte, oralt                     | 3.000 mg/kg                 | [ 10 ]    |
| Paracetamol (smertestillende medicin)       | rotte, oralt                     | 1.944 mg/kg                 | [ 11 ]    |
| THC (det euforiserende stof i hash)         | rotte, oralt                     | 666 mg/kg                   | [ 12 ]    |
| Acetylsalicylsyre (smertestillende medicin) | rotte, oralt                     | 200 mg/kg                   | [ 13 ]    |
| Koffein                                     | rotte, oralt                     | 192 mg/kg                   | [ 14 ]    |
| Nikotin                                     | rotte, oralt                     | 0,5–1,0 mg/kg               | [ 15 ]    |
| Stryknin                                    | rotte, oralt                     | 16 mg/kg                    | [ 16 ]    |
| Natriumcyanid                               | rotte, oralt                     | 6,4 mg/kg                   | [ 17 ]    |
| Aflatoksin B1 (fra Aspergillus flavus)      | rotte, oralt                     | 0,048 mg/kg                 | [ 18 ]    |
| Dioxin (TCDD)                               | rotte, oralt                     | 0,020 mg/kg                 | [ 19 ]    |
| Batrachotoksin (fra giftfrøen)              | menneske, subkutan indsprøjtning | 0,002-0,007 mg/kg (estimat) | [ 20 ]    |
| Botulinumtoksin (botox)                     | menneske, oralt, indsprøjtning   | 0,000001 mg/kg (estimat)    | [ 21 ]    |

## Giftskalaen
LD50 har et meget bredt interval. Botulinumtoksin, det mest giftige kendte stof, har en LD50 på 1 ng / kg, mens det mindst giftige stofvand har en LD50 på mere end 90 g / kg. Det er en forskel på ca. 1 ud af 100 milliarder eller 11 størrelsesordrer. Som med alle målte værdier, der adskiller sig med mange størrelsesordrer, anbefales det en logaritmisk visning. Kendte eksempler er indikationen af jordskælvstyrken i Richterskalaen eller pH-værdi, som er et mål for den sure eller basiske karakter af en vandig opløsning. I dette tilfælde anvendes den negative dekadiske logaritme af LD50, der er angivet i standardiseret form i kg pr. Kg legemsvægt.
Den fundne dimensionsløse værdi kan indtastes i en toksineskala. Vand som det vigtigste stof har den fengende værdi 1 i toksineskalaen opnået på denne måde.

## Fodnoter
1. ↑  What is an LD50 and LC50
2. ↑  "LD50 test ban welcomed". Arkiveret fra originalen 1. december 2008. Hentet 19. maj 2009.
3. 1 2  Ernest Hodgson – A Textbook of Modern Toxicology; Wiley-Interscience 2004 (3rd Edition)
4. ↑  REGISTRY OF TOXIC EFFECTS OF CHEMICAL SUBSTANCES (RTECS)
COMPREHENSIVE GUIDE TO THE RTECS
5. ↑  "Thirty-Two Years of Measurable Change". Arkiveret fra originalen 11. februar 2007. Hentet 19. maj 2009.
6. ↑  MSDS for water--JT Baker
7. ↑  "Safety (MSDS) data for sucrose". Arkiveret fra originalen 12. juni 2011. Hentet 18. maj 2009.
8. ↑  "Safety (MSDS) data for ascorbic acid". Oxford University. 2005-10-09. Arkiveret fra originalen 9. februar 2007. Hentet 2009-05-19.
9. ↑  "Safety (MSDS) data for ethyl alcohol". Arkiveret fra originalen 14. juli 2011. Hentet 18. maj 2009.
10. ↑  "Safety (MSDS) data for sodium chloride". Arkiveret fra originalen 30. oktober 2007. Hentet 18. maj 2009.
11. ↑  "Safety (MSDS) data for 4-acetamidophenol". Arkiveret fra originalen 13. februar 2009. Hentet 18. maj 2009.
12. ↑  THC Material Data Sheet
13. ↑  "Safety (MSDS) data for acetylsalicylic acid". Arkiveret fra originalen 16. juli 2011. Hentet 18. maj 2009.
14. ↑  "Safety (MSDS) data for caffeine". Arkiveret fra originalen 16. oktober 2007. Hentet 18. maj 2009.
15. ↑  "Safety (MSDS) data for nicotine". Arkiveret fra originalen 15. oktober 2007. Hentet 18. maj 2009.
16. ↑  "Safety (MSDS) data for strychnine". Arkiveret fra originalen 18. september 2007. Hentet 18. maj 2009.
17. ↑  "Safety (MSDS) data for sodium cyanide". Arkiveret fra originalen 13. januar 2009. Hentet 18. maj 2009.
18. ↑  "Safety (MSDS) data for aflatoxin B1". Arkiveret fra originalen 23. april 2012. Hentet 18. maj 2009.
19. ↑  U.S. National Toxicology Program acute toxicity studies for Dioxin (2,3,7,8-TCDD)
20. ↑  Brief Review of Natural Nonprotein Neurotoxins
21. ↑   By Diane O. Fleming, Debra Long Hunt. Biological Safety: principles and practices. ASM Press, 2000, p. 267.
22. ↑   By Karsten Strey. Die Gifte-Skala. Chemie in Unserer Zeit, 2019, 54, p. 386-399.